# Good Night (비틀즈의 노래)
〈Good Night〉는 영국의 록 밴드 비틀즈가 작곡한 곡으로, 존 레논이 작곡했지만 레논-매카트니가 작곡한 곡이다. 그것은 트랙에 참여한 유일한 비틀즈 멤버인 링고 스타에 의해 노래된다. 이 음악은 조지 마틴이 편곡하고 지휘하는 오케스트라에 의해 제공되었다. 이 곡은 1968년 그들의 더블 음반 《The Beatles》의 마지막 곡이다.

## 작곡 및 녹음
존 레논은 이 노래를 5살짜리 아들 줄리언을 위한 자장가로 썼다.
〈Good Night〉의 오리지널 버전은 기타에서 멜로디를 연주하는 조지 해리슨과 존 레논, 하모니를 부르는 폴 매카트니, 리드 보컬을 맡는 링고 스타 등이 참여했다. 테이크 5의 기타 파트로 테이크 10은 《The Beatles》의 2018년 50주년 기념 박스 세트에서 발매되었다. 1996년 비틀즈의 컴필레이션 음반 《Anthology 3》에서는 리허설의 단편과 22곡의 수록곡과 함께 발매된 밴드의 오버덥이 들려온다.
조지 마틴의 배치는 화려하고, 의도적으로 그렇다. 레논은 이 곡이 고든 젠킨스 풍의 올드 할리우드 제작 번호처럼 "진짜 유치한" 사운드로 들리기를 원했다고 한다. 오케스트라는 26명의 음악가가 연주하는 바이올린 12개, 바이올린 3개, 첼로 3개, 하프 1개, 플루트 3개, 클라리넷 1개, 경적 1개, 비브라폰 1개, 현악 베이스 1개로 구성되었다. 마이크 삼메스 싱어즈도 녹음 작업에 참여해 백 보컬을 제공했다.
스타는 그룹의 세 번째 멤버(폴 매카트니, 조지 해리슨에 이어)가 되어 다른 멤버가 공연하지 않고 그룹에게 인정된 곡을 녹음했다(레논은 〈Julia〉로 네 번째였다). 그 노래는 스타가 "Good night ... Good night, everybody ... Everybody, everywhere ... Good night(잘 자요... 안녕히 주무세요, 여러분... 모두, 모든 곳에... 잘 자요)."

## 유산
《인디펜던트》의 제이콥 스톨워디는 발매 50주년 기념일에 맞춰 〈Good Night〉을 《The Beatles》의 30곡 순위에서 28위에 올렸다. 그는 이 곡을 "링고가 부르는 평범한 노래"라고 불렀다. 그는 "조지 마틴의 활기찬 오케스트라 편곡에도 불구하고, 모든 자장가들처럼 〈Good Night〉이 여러분을 잠들게 할지도 모른다"고 계속 말했다.